# Kevin Rudd
Kevin Michael Rudd (Nambour, 21 settembre 1957) è un politico australiano, dal 3 dicembre 2007 al 24 giugno 2010 26º premier australiano, e nuovamente dal 27 giugno al 18 settembre 2013. Dal 1998 è membro del parlamento federale.

## Biografia

### Gli inizi
Rudd nasce a Nambour, nel Queensland, dove vive in una casa di campagna. Studia al Marist College Ashgrove a Brisbane, si specializza nelle lingue; successivamente diventa capo di gabinetto, carica che nel Queensland costituisce il vertice dell'apparato burocratico.
In questo ruolo Rudd promuove numerose riforme, tra le quali si può citare il programma di insegnamento delle lingue straniere.
Quando il governo Goss perde le elezioni del 1995, Rudd diventa un consulente per la Cina di un importante studio contabile. Egli cerca senza successo di conquistare un seggio alle elezioni federali del 1996, ma centra l'obiettivo in quelle del 1998.

### Ministro degli esteri ombra (2001- 2005)
In seguito al successo personale da lui conseguito nelle elezioni del 1998, Rudd viene eletto capo del gruppo parlamentare laburista e dopo le elezioni del 2001 diventa ministro degli esteri nel governo ombra formato dall'opposizione laburista. In questo ruolo egli critica fortemente il sostegno fornito dal governo liberalnazionalista di John Howard all'invasione americana dell'Iraq, mentre rimane fedele alla tradizionale politica laburista favorevole all'alleanza con gli Stati Uniti.
La posizione assunta sull'Iraq fece diventare Rudd un politico di primo piano. Quando il leader laburista Simon Crean viene sfidato dal suo predecessore Kim Beazley nel mese di giugno, Rudd pur non esponendosi decide di votare per Beazley.
Dopo l'elezione di Mark Latham a Leader, Rudd, a dispetto dell'appoggio dato a Beazley, viene confermato nel suo incarico di ministro degli esteri ombra. I rapporti tra Latham e Rudd si sono deteriorati nel 2004, dopo che Latham ha chiesto il ritiro dei soldati australiani dall'Iraq senza consultare Rudd.
Dopo che i laburisti vengono sconfitti nelle elezioni del 2004, Rudd, a dispetto delle voci che circolavano, annuncia di non volersi candidare a leader laburista e pertanto nel giugno 2005 viene eletto Beazley mentre a Rudd vengono conferiti gli incarichi ombra di ministro degli esteri, della sicurezza interna e dei trasporti.

### Leader dell'opposizione
II 4 dicembre 2006 Rudd conquista la leadership dell'opposizione laburista con 49 voti.
Nella prima conferenza stampa Rudd ha subito messo in chiaro di voler mettere in campo un nuovo stile mettendo in evidenza non solamente i fallimenti del governo liberale ma anche le proposte alternative dei laburisti. L'azione di Rudd si è esercitata in tutti i campi, dalle relazioni industriali alla guerra in Iraq, dall'Afghanistan, dove vuole continuare a mantenere le truppe australiane, al Medio Oriente, dove appoggia la politica israeliana e statunitense. Sull'ambiente appoggia una politica ecologista attenta alla riduzione dell'inquinamento.
In questo modo Rudd rafforza la propria immagine (anche grazie al duello televisivo contro Howard nei quali risulta più convincente) riuscendo a condurre i laburisti alla vittoria nelle elezioni del 24 novembre 2007 dove ottiene una maggioranza di circa 25 seggi.
Rudd, da premier in pectore, per marcare la differenza politica e di stile con il suo predecessore si è scusato con gli aborigeni per le sofferenze a loro inflitte dall'Australia.
Kevin Rudd è il terzo leader laburista a diventare premier dopo aver condotto la campagna elettorale da capo dell'opposizione.

### Primo Ministro (2007 - 2010)
Il 3 dicembre 2007 si è insediato ufficialmente il governo Rudd, il quale come suo primo atto ufficiale ha ratificato il protocollo di Kyoto, che in precedenza era stato firmato ma non ratificato dal liberale Howard. L'attuale premier  ha fatto pressione sul Giappone affinché sospendesse la caccia alle balene. Il 24 giugno 2010 a seguito di un progressivo calo della sua popolarità, la sua vice, Julia Gillard, lo ha sostituito, dopo un voto di sfiducia da parte del partito laburista, sia come leader del partito, sia come primo ministro vincendo di poco le elezioni. Entra a far parte del nuovo governo come ministro degli Esteri.

### Secondo Mandato (2013)
Il 27 giugno 2013 Kevin Rudd si è nuovamente insediato al governo dell'Australia. Ciò, in seguito alla sfiducia del Partito Laburista Australiano nei confronti della leader e Primo Ministro Julia Gillard, e alla vittoria nel congresso dello stesso mese di Rudd. In seguito a ciò, in base alla legge australiana, diventa anche Primo Ministro, per traghettare il Paese verso nuove elezioni, che vedono la netta sconfitta dei laburisti e le dimissioni di Rudd dalla leadership del partito.